# 챌린저 2
챌린저 2(FV4034 Challenger 2)는 챌린저 1의 개량형 전차로 영국의 현용 주력전차이다. 코소보 전쟁이나 유고슬라비아 전쟁, 2003년 이라크 전쟁 등에 참전했다. 오만에서도 채용되어 대략 2035년까지 운용할 예정이라고 발표되고 있다. 중동 수출 사양용인 챌린저 2E로 불리는 개량형도 존재한다.

## 역사
- 1986년 : 비커즈 디펜스 시스템즈가 챌린저 1을 대신하는 차기 주력 전차로서 독자 개발 시작.
- 1988년 12월 : 영국 국방성과의 시제품 계약 채결.
- 1991년 6월 : M1A2, 레오파르트 2를 제치고 영국의 차기 전차로 채택. 전차 127량과 훈련차량 13대 주문.
- 1993년 : 오만이 전차 18량 주문, 생산 돌입.
- 1994년 : 영국 정부, 전차 259량과 훈련 차량 9대 추가 주문.
- 1994년 7월 : 부대 배치 시작.
- 1997년 11월 : 오만이 전차 20대 추가 주문.

## 챌린저 1과의 개선점

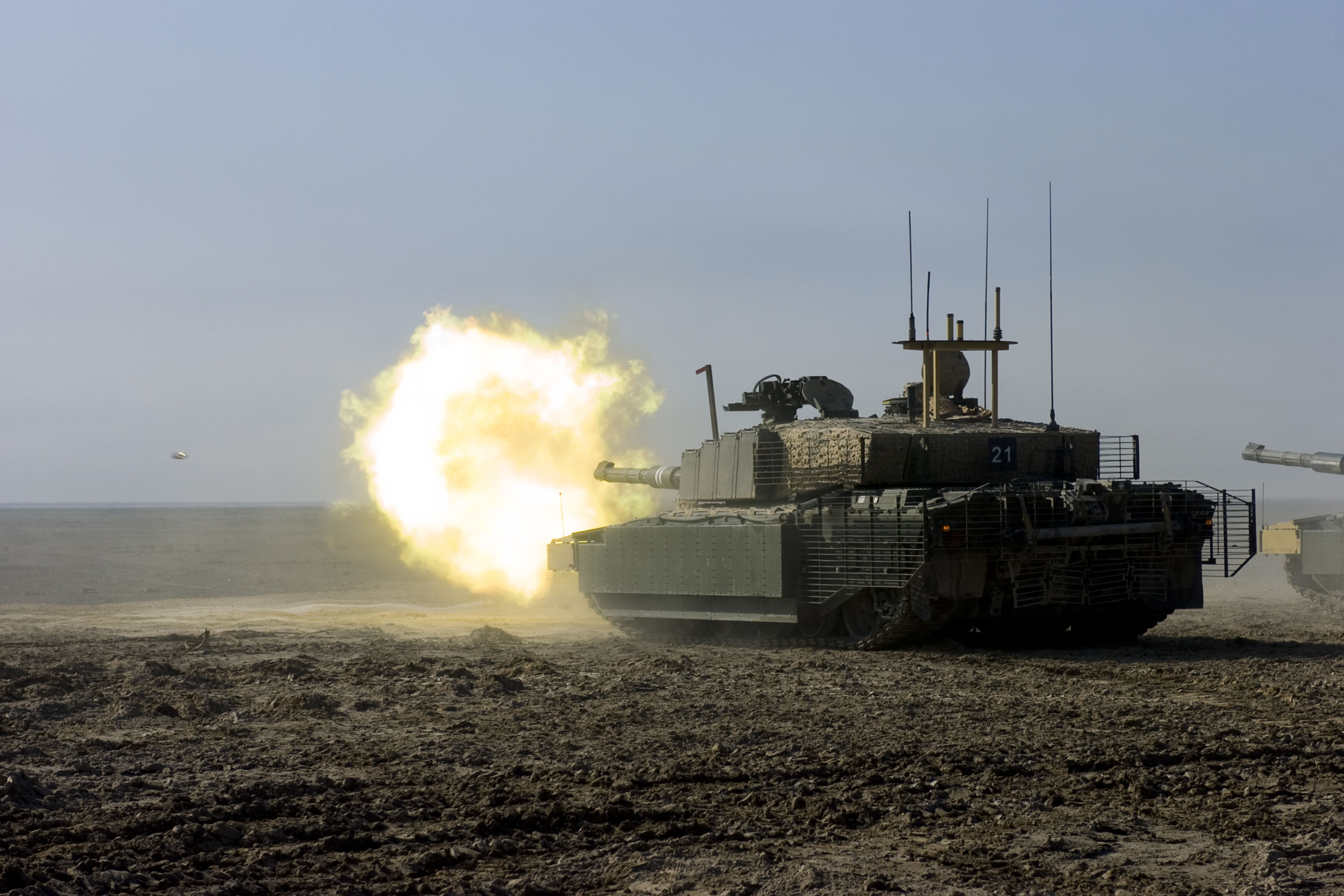
이라크에서 훈련을 실시하는 챌린저 2

챌린저 2의 플랫폼은 챌린저 1의 차체를 그대로 유용하였기 때문에 외관은 그다지 변하지 않았다. 그러나 포탑은 재설계되었으며, 차장 조준경과 포수 조준경 및 열상모듈을 프랑스제로 교체하여 챌린저1의 명중률을 개선하였으며, 포수 조준경의 위치를 포탑의 오른쪽에서 포탑 앞부분 중앙 표면 배치로 이동했다. 또한 전면·측면 장갑을 개선하였으며 주포를, L11A5 강선포를 장포신화한 120 mm(4.724 인치) 55 구경 강선포 L30A1로 교체하였다. 포강 내경은 크롬 합금으로 도금되어 그 수명을 개선하였으며 배연기가 장착되어 시야확보와 포탑 내 가스유입을 막고 있다.
강선포가 채용된 것은 영국 육군으로 HESH탄(점착유탄)의 채용 및 유지에 그 원인이 있지만 APFSDS 등의 송탄통 분리 철갑탄과 비교해서 건물이나 경장갑차량 등의 소프트 스킨 목표물에 대해서 효과가 있으며 열화 우라늄탄자로 제조된 철갑탄이나 텅스텐으로 제조된 철갑탄보다 저렴하다는 것이 장점이었으나 120mm 활강포용 HE(고폭탄)탄이나 산탄 탄약같은 특수 탄약이 개발되고 NATO 회원국간의 탄약호환성 문제로 그 장점이 상당부분 감소되었다.
탑재 탄약은 열화 우라늄으로 제조된 APFSDS탄와 텅스텐 합금 APFSDS탄, HESH, 연막탄 등을 발사 할 수 있으며 머지 않아 열화 우라늄 APFSDS의 CHARM 1은 개량된 CHARM 3으로 대체되며, 텅스텐 합금으로 제조된 APFSDS탄도 CHARM 2으로 대체된다. 탄약 구조는 탄약 분리식으로 장전이 일체식보다 좀 더 느리다는 문제점이 있다. 주포 왼쪽으로 같은 축으로 L94A1 EX-34 7.62mm 체인건이 장비되고 있다. 대공용으로도 L37A2 7.62mm 기관총이 탄약수 해치 앞부분에 있으며 7.62 mm 탄약은 4,200발이 탑재되고 있다.

## 전자기기
주포를 포함해 화기는 모두 전자 시스템에 의해서 조작이 가능하다. 컴퓨터는 캐나다의 컴퓨팅 디바이스와 제너럴 다이내믹스 사제 32비트 프로세서 2기와 MIL-STD-1553B 데이터 버스가 탑재되고 있어 전장 정보 시스템 (BICS)의 능력이 있다.
전차장은 SAGEM사제 VS 580-10 선회식 파노라마 사이트와 레이저 거리 측정기를 사용할 수 있어 유효 범위는 양각 ±35도이다. 또 합계 8개의 잠망경으로 사방 시야를 확보하고 있다. 포탑의 360도 선회는 9초에 완료한다. 탈레스 사제 TOGS II 적외선 장치도 탑재되고 있어 나이트 비전도 사용할 수 있다. 이 영상은 지휘관 뿐만이 아니라 포수의 모니터에도 표시할 수 있다. 포수는 레이저 거리 측정기와 광학 조준경으로 200m에서 10km가 안정된 시야를 확보 할 수 있다. 조종수는 탈레스 사제의 PDP 영상 강화형 잠망경이 장착되어 야간 주행시 야간 시야를 확보할 수 있다.

## 첼린저2 현대화 개량
현재 영국 육군이 운용하고 있는 챌린저 2 전차의 120mm 강선포를 CLIP (Challenger Lethality Improvement Programme) 계획 아래 라인메탈사제 120mm 활강포로 변경할 예정이며 이유는 다음과 같다.
1. 120mm 강선포에 사용되는 포탄의 제조가 중단되었다.
2. 강선포에 사용되는 탄약은 NATO 표준 탄약과의 호환성이 없다.
3. 장전시간이 오래 걸린다.

이외에 여러 가지 개량 사항이 있다.

## 챌린저 2E
챌린저 2E 수출 버전이다. 새로운 통합 무기 제어 및 전장 관리 시스템을 갖추고 있으며, 여기에는 지휘관을 위한 자이로 안정화 파노라마 SAGEM MVS 580일/열상 조준경과 포수를 위한 SAGEM SAVAN 15 자이로 안정화 주간/열상 조준경이 포함되며 둘 다 눈에 안전한 레이저 거리 측정기가 장착되어 있다. 이를 통해 공통 교전 순서로 헌터/킬러 작전을 수행할 수 있다. 선택적 서보 제어 오버헤드 무기 플랫폼은 포탑과 독립적으로 작동할 수 있도록 지휘관의 시야에 종속될 수 있다.
파워팩은 Renk HSWL 295TM 자동 변속기와 결합된 MTU MT883 디젤 엔진이 가로로 장착된 새로운 1,500hp(1,100kW) EuroPowerPack으로 교체되었다. 차량 성능과 내구성이 모두 크게 향상되었다. 용량은 작지만 더 강력한 Europowerpack 파워 팩에는 표준 냉각 시스템과 사막 사용에서 입증된 공기 흡입 여과 시스템이 추가로 통합되어 있다.
선체의 여유 공간은 탄약 적재 또는 연료용으로 사용할 수 있어 차량의 범위가 550km(340마일)로 늘어났다. 이 파워팩은 이전에 UAE에 인도된 프랑스 AMX-56 르클레르 탱크와 프랑스 육군에서 운용 중인 AMX-56 르클레르의 복구 탱크 버전에 설치되었다. 추가로 개발된 유로파워팩 버전은 최근 한국에서 생산된 K2 흑표 전차에 최근에 설치되었다.
BAE 시스템스는 2005년 챌린저 2E의 개발 및 수출 마케팅을 중단한다고 발표했다. 이는 레오파르트 2가 우승한 경쟁에서 2002년 그리스 육군에 채택되지 못한 챌린저 2E의 실패와 관련있다.

## 우크라이나 전쟁
2023년 1월 11일, 안제이 두다 폴란드 대통령은 우크라이나 서부 리비우에서 볼로디미르 젤렌스키 우크라이나 대통령, 기타나스 나우세다 리투아니아 대통령과 3국 정상회의를 가진 뒤 레오파르트 2 전차 지원 계획을 밝혔다. 두다 대통령은 이날 기자회견에서 “우크라이나에 레오파르트 전차 14대를 인도할 계획”이라며 “(폴란드의 전차 지원을) 시작으로 다른 국가들이 다른 전차를 우크라이나에 보내 우크라이나 방위력이 강해지길 바란다”고 말했다.
폴란드가 보유한 레오파르트 2 전차는 독일에서 중고로 들여왔다. 레오파르트2A4 144대, 레오파르트2A5 105대. 259대의 레오파르트 2 계열 전차는 1985년산부터 1995년산까지로 대부분 운용 기한을 30년 이상 넘긴 차량들이다.
2023년 1월 14일, 리시 수낵 영국 총리는 볼로디미르 젤렌스키 우크라이나 대통령과 전화 통화 후 배포한 성명에서 챌린저2를 우크라이나에 보내기로 했다. BBC 방송 등 영국 언론들은 정부가 챌린저2 4대를 먼저 동유럽으로 보내고, 곧 8대를 추가로 보낼 것이라고 보도했다. 북대서양조약기구(NATO·나토) 소속 챌린저 전차 편대가 러시아의 침공에 대비해 현재 에스토니아에 배치돼 있다.
만일 챌린저2의 지원이 이뤄진다면, 서방 국가로선 처음으로 우크라이나에 주력 전차를 보내는 것이다. 스카이뉴스는 “우크라이나는 전세에서 우위를 점하기 위해 탱크 중심의 기계화부대 건설을 추진해왔다”며 “이를 위해 서방 측에 300대의 전투 전차를 제공해달라고 요구해왔다”고 전했다.
| 비교 | 레오파르트2A4         | 레오파르트2A5         | 레오파르트2A6         | 챌린저 2              | M1 에이브럼스         | K1A1 전차             | K2 흑표               | K2PL                  |
| 주포 | 44구경장 120mm 활강포 | 44구경장 120mm 활강포 | 55구경장 120mm 활강포 | 55구경장 120mm 강선포 | 44구경장 120mm 활강포 | 44구경장 120mm 활강포 | 55구경장 120mm 활강포 | 55구경장 120mm 활강포 |

## 운용 국가
- 영국
- 오만

## 같이 보기
- 챌린저 1
- 챌린저 2E